# Brand Whitlock
Brand Whitlock, född den 4 mars 1869 i Urbana, Ohio, död den 24 maj 1934 i Cannes, Frankrike, var en amerikansk diplomat och författare. 
Whitlock var 1887-93 tidningsman, därefter statstjänsteman i Illinois och 1897–1905 advokat i Toledo, Ohio. Whitlock var 1906–1913 borgmästare i Toledo och december 1913–februari 1922 amerikanskt sändebud i Bryssel (från september 1919 ambassadör). Under första världskriget var Whitlock outtröttlig i främjandet av amerikansk hjälpverksamhet i Belgien. Förutom romaner och noveller skrev han biografin Abraham Lincoln (1908) och Memories of Belgium under the german occupation (1918; dansk översättning "Belgiens Jammersminde", 1919).